# Ekoparty
La Ekoparty (Electronic Knock Out Party) es una conferencia anual sobre seguridad informática en la que reúnen tanto profesionales como amateurs en el tema. El evento se realiza en la Ciudad Autónoma de Buenos Aires, Argentina. En la misma se realizan diversas conferencias con demostraciones o investigaciones relacionadas con la seguridad informática y administración de sistemas.

## Historia
Ekoparty fue fundada en 2005 por ezkracho team y Juan Pablo Daniel Borgna, Leonardo Pigner, Federico Kirschbaum, Jerónimo Basaldúa y Francisco Amato. Además de las conferencias, tiene diferentes actividades como talleres, juegos de guerra, wardriving, Lockpicking retos, desafíos forenses, intrusión a un sistema, CTF (capture de Flag).